# Bluebird Nordic
Bluebird Nordic (ehemals Bluebird Cargo) ist der Markenname der Bláfugl ehf. Sie war eine isländische Frachtfluggesellschaft mit Sitz in Kópavogur und Basis auf dem Flughafen Keflavík.

## Geschichte
Bluebird Nordic wurde im Jahr 2000 durch den Zusammenschluss mehrerer isländischer Geschäftsleute gegründet und begann etwa ein Jahr später, im März 2001, mit der Durchführung von Frachtflügen. Mit erst nur einem Flugzeug startete man den Betrieb zwischen Island, dem Vereinigten Königreich und Deutschland. Im Laufe der Zeit stießen immer mehr Boeing 737 zur Flotte hinzu, darunter eine gebrauchte 737-400, die zum Frachtflugzeug umgebaut wurde. Bis 2010 war sie eine Tochtergesellschaft der Icelandair.
Im Januar 2020 übernahm Avia Solutions Group die Fluggesellschaft.
Anfang Mai gab man bekannt, dass der Flugbetrieb zum 30. April 2024 eingestellt wurde und man das AOC zurückgegeben hat. Begründet wurde dies, durch den starken Rückgang der Luftfracht.

## Flugziele
Bluebird Nordic führt Flüge ab und nach Island durch und fokussiert sich auf Ziele in Europa. Daneben führt Bluebird Nordic Charterflüge im Auftrag anderer Gesellschaften durch und bietet ACMI-Leasing an. Kunden dieser Flüge sind u. a. DHL und UPS.

## Flotte

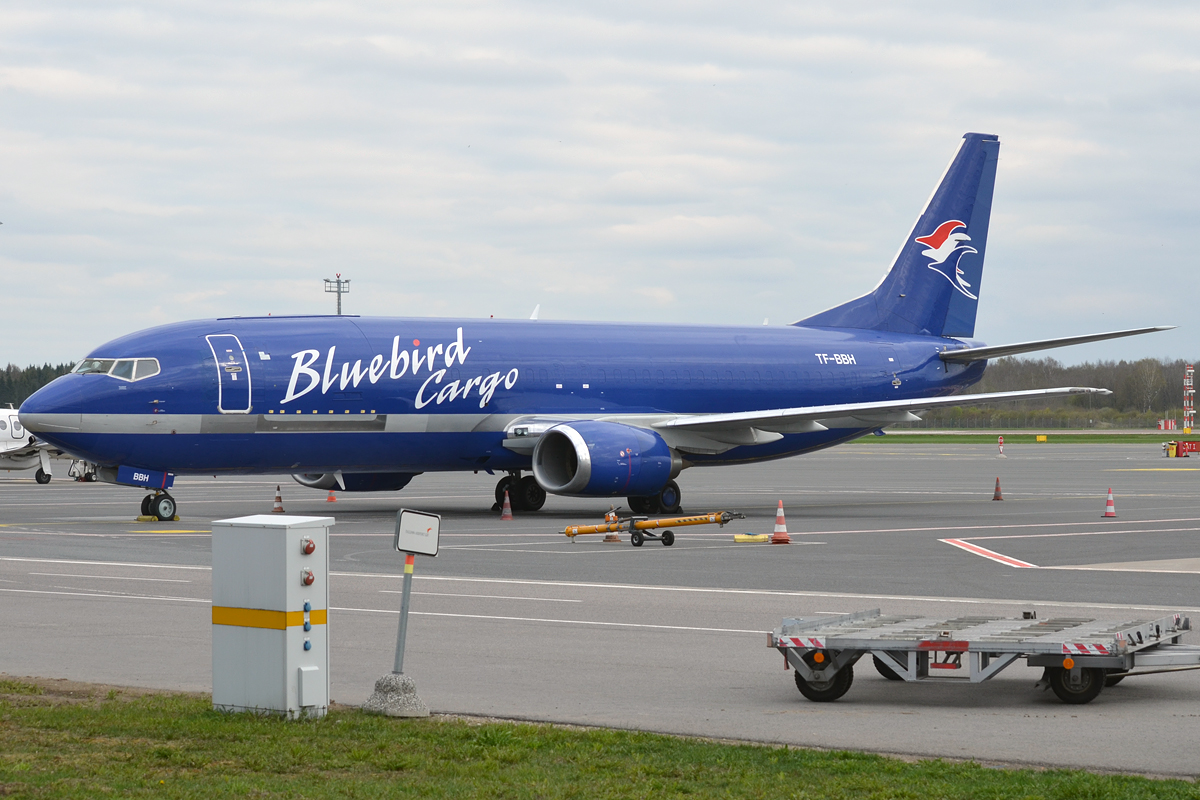
Boeing 737-400 der Bluebird Nordic mit ehemaligen Logo

Bei Betriebseinstellung im April 2024 bestand die Flotte der Bluebird Nordic aus sieben Flugzeugen mit einem Durchschnittsalter von 25,7 Jahren:
| Flugzeugtyp      | Anzahl | bestellt | Anmerkungen | Kapazität (in t) | Durchschnittsalter |
| ---------------- | ------ | -------- | ----------- | ---------------- | ------------------ |
| Boeing 737-400   | 03     |          | inaktiv     | 20,4             | 32,6 Jahre         |
| Boeing 737-800F  | 03     | 1        | inaktiv     | 23,9             | 20,5 Jahre         |
| Boeing 777-200ER | 01     |          | inaktiv     |                  | 20,8 Jahre         |
| Gesamt           | 7      | 1        |             |                  | 25,7 Jahre         |

### Ehemalige Flugzeugtypen
- Boeing 737-300